# Hluboký rybník (Podlesí)
Hluboký rybník o rozloze vodní plochy 7,9 ha se nalézá v lese asi 1 km severozápadně od centra osady Podlesí místní části města Holice v okrese Pardubice nad silnicí I. třídy č. 35 vedoucí z Holic do obce Chvojenec. V okolí rybníka se nalézá chatová osada a autokemp Hluboký. Okolo rybníka vede zeleně značený stejnojmenný turistický okruh. 
Rybník představuje lokální biocentrum pro rozmnožování obojživelníků a je využíván též pro chov ryb.

## Galerie

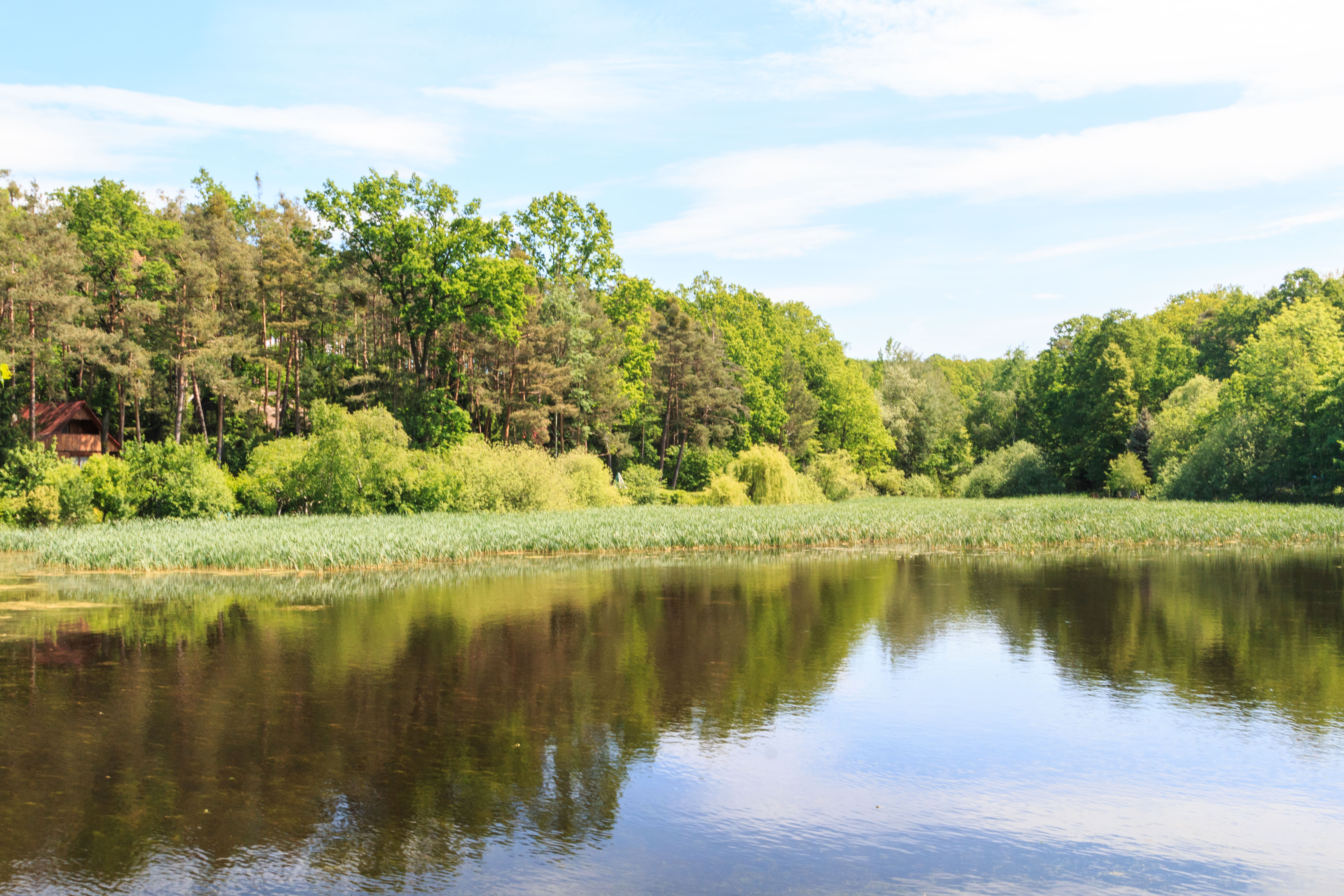
Pohled na Hluboký rybník
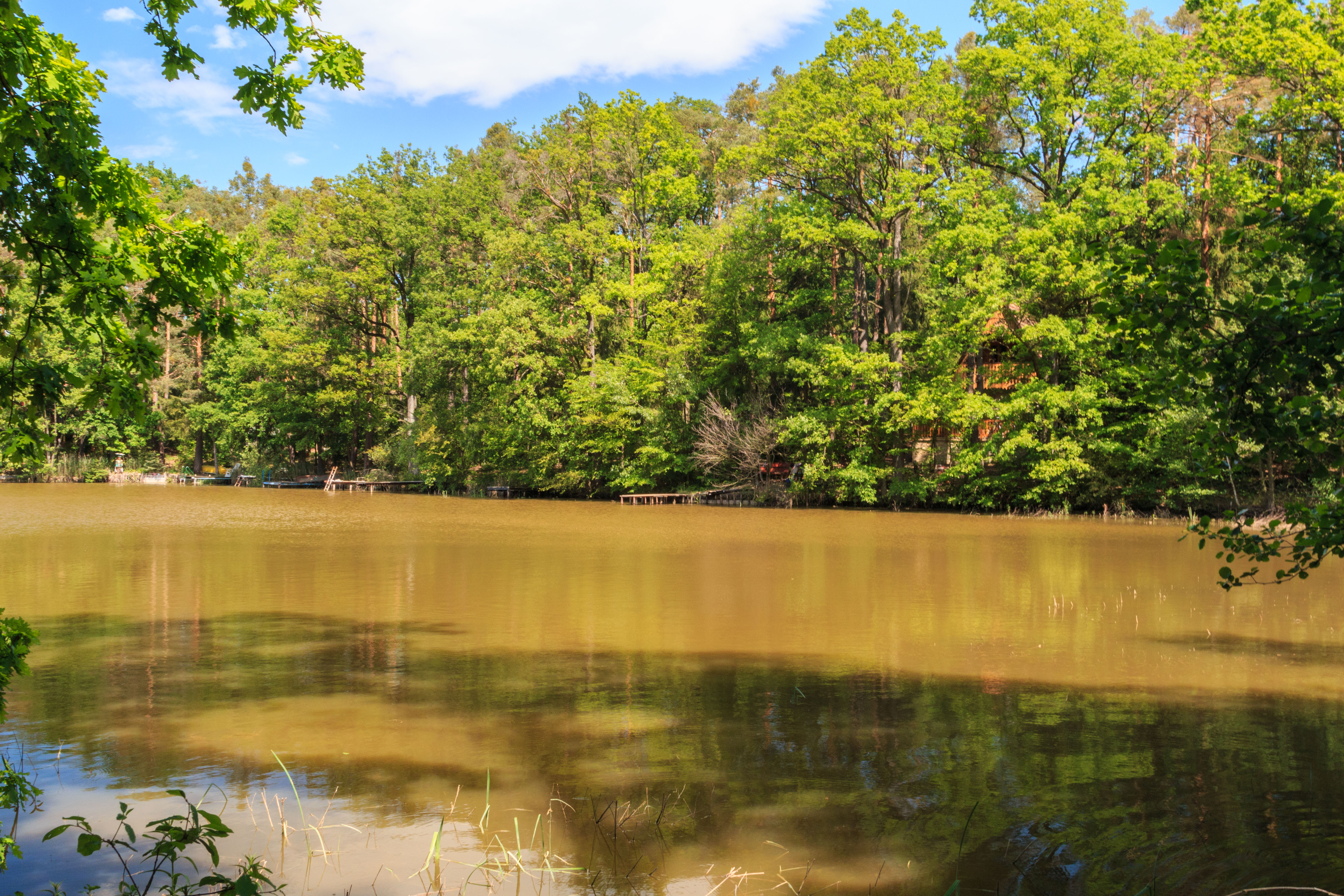
Pohled na Hluboký rybník
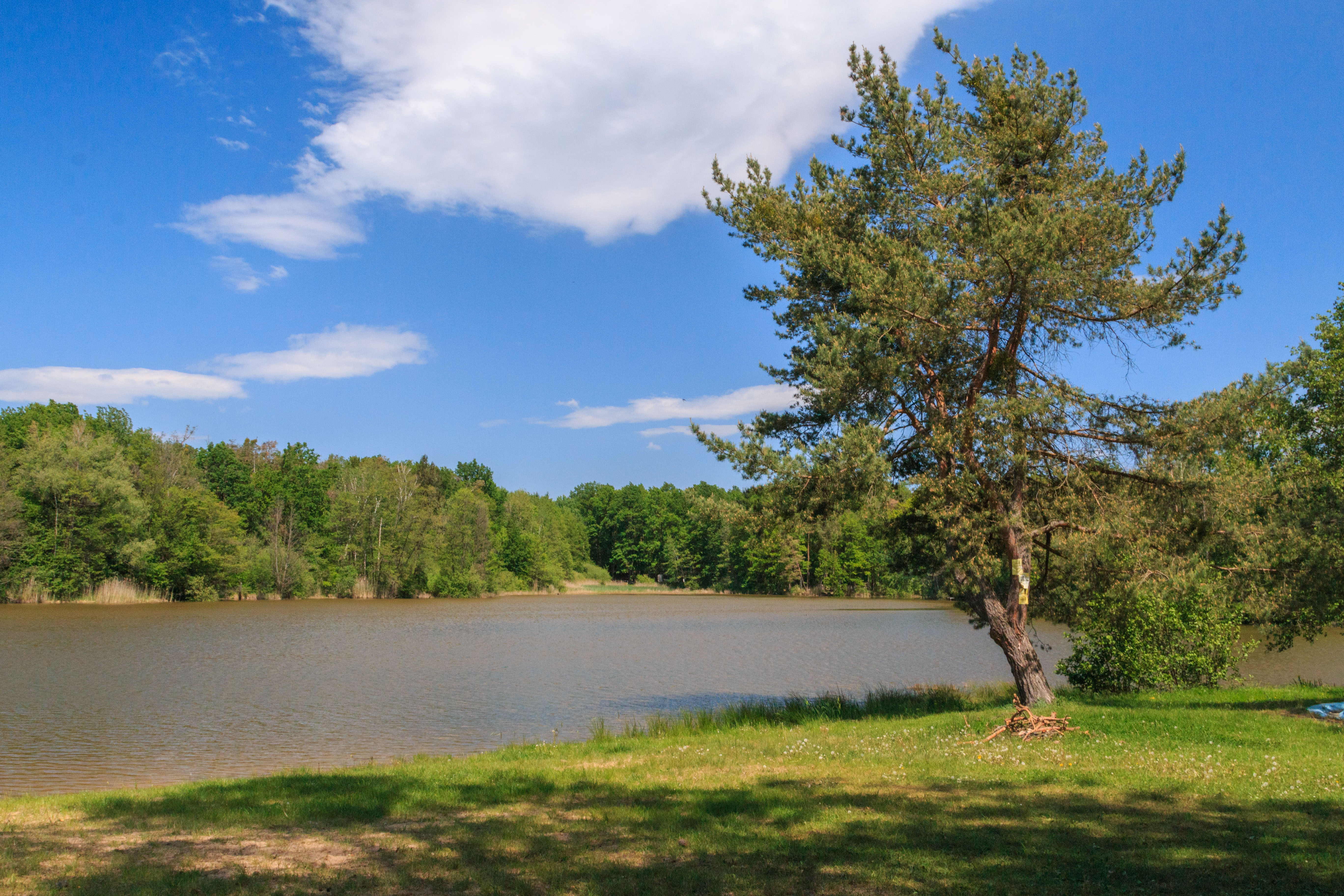
Pohled na Hluboký rybník
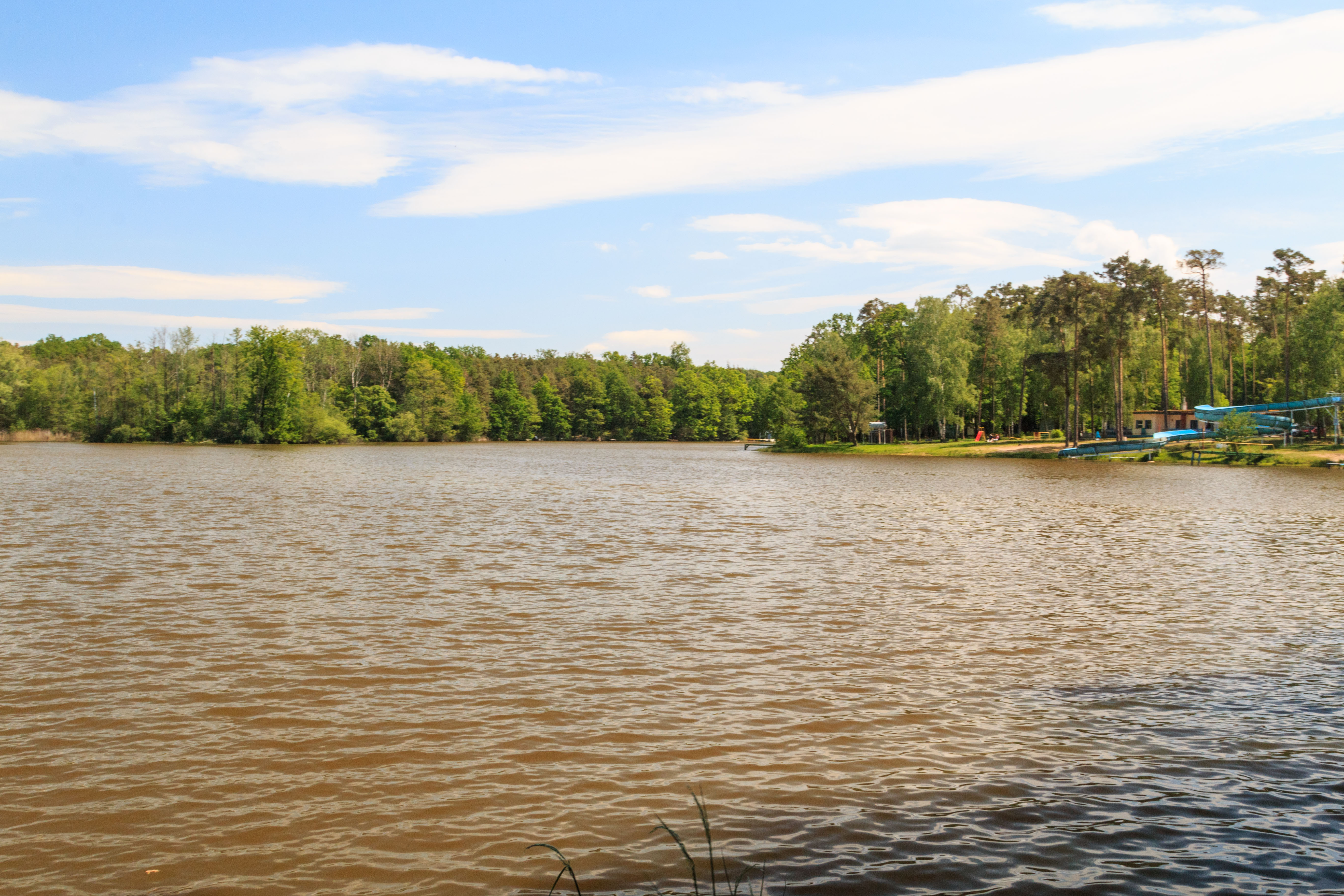
Pohled na Hluboký rybník